# برج الغازي مصطفى

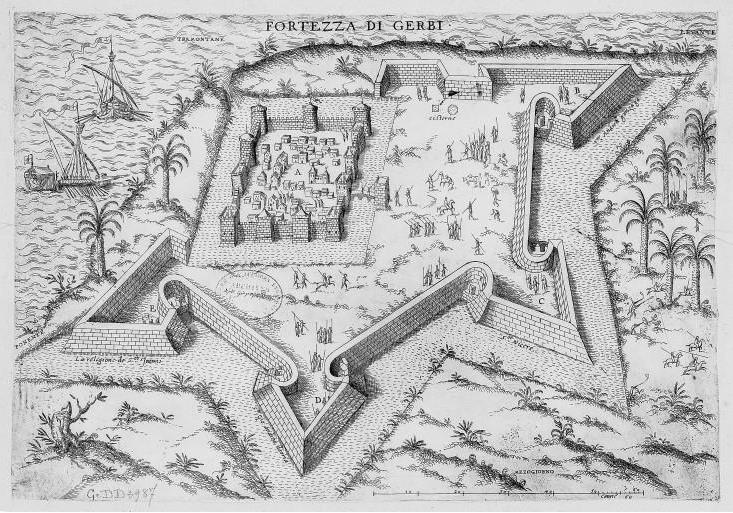
خريطة إيطالية للبرج الكبير عام 1599

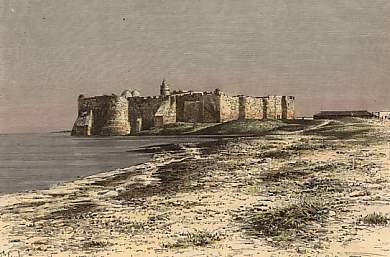
رسم للبرج الكبير عام 1886

حصن الغازي مصطفى أو برج الغازي مصطفى أو البرج الكبير أو الحصن الإسباني (الإحداثيات الجغرافية: ) حصن يقع قرب مدينة حومة السوق بجزيرة جربة التونسية. أمر ببناه نائب ملك صقلية ودوق مدينة سالم، خوان دي لا سيردا، عام 1560 م، قُبيل حدوث معركة جربة بين القوات العثمانية والتحالف المسيحي المتكون من إسبان وبندقيين وجنويين ونابوليين وصقليين وفرسان مالطة.

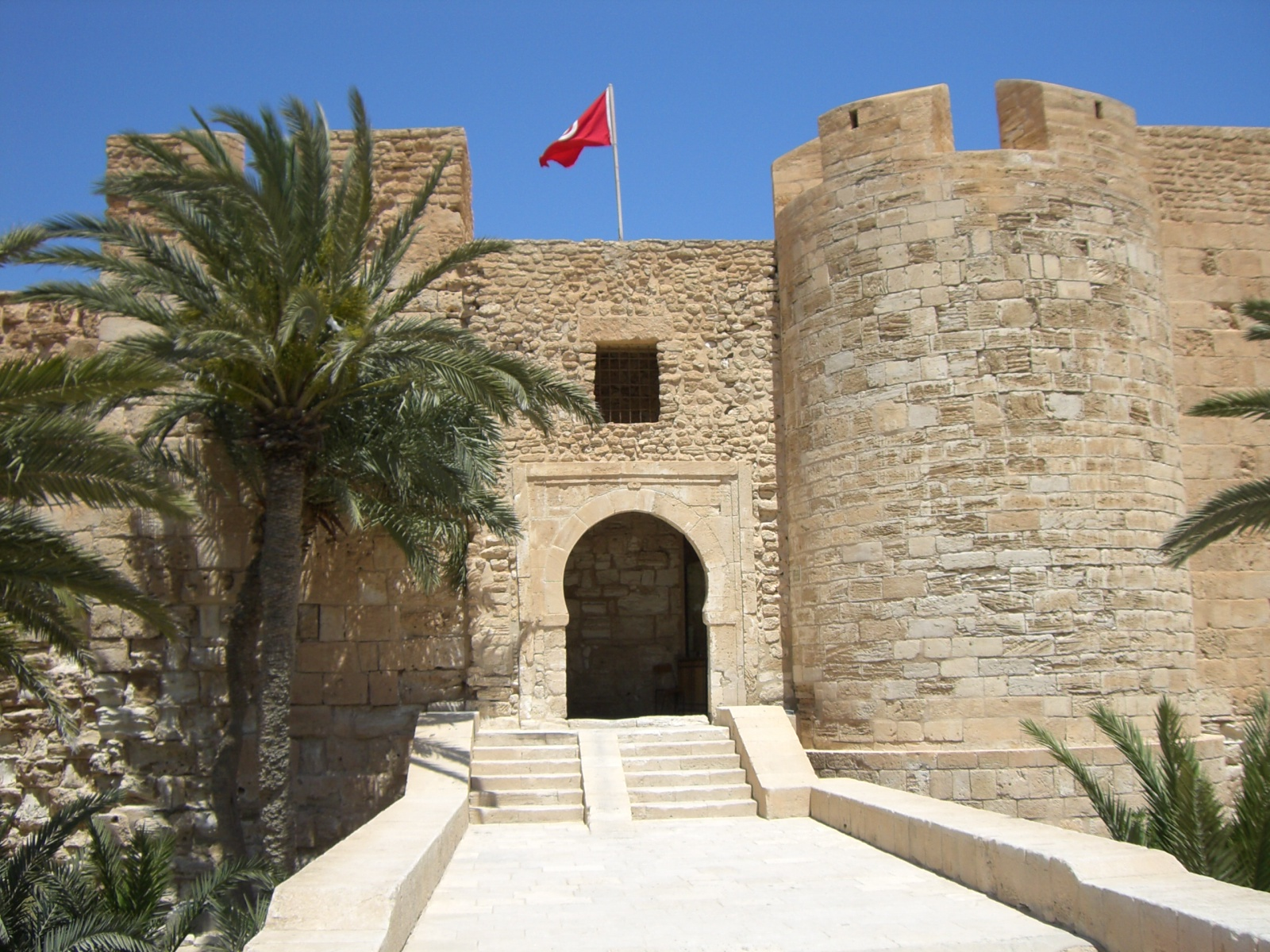
مدخل البرج الكبير
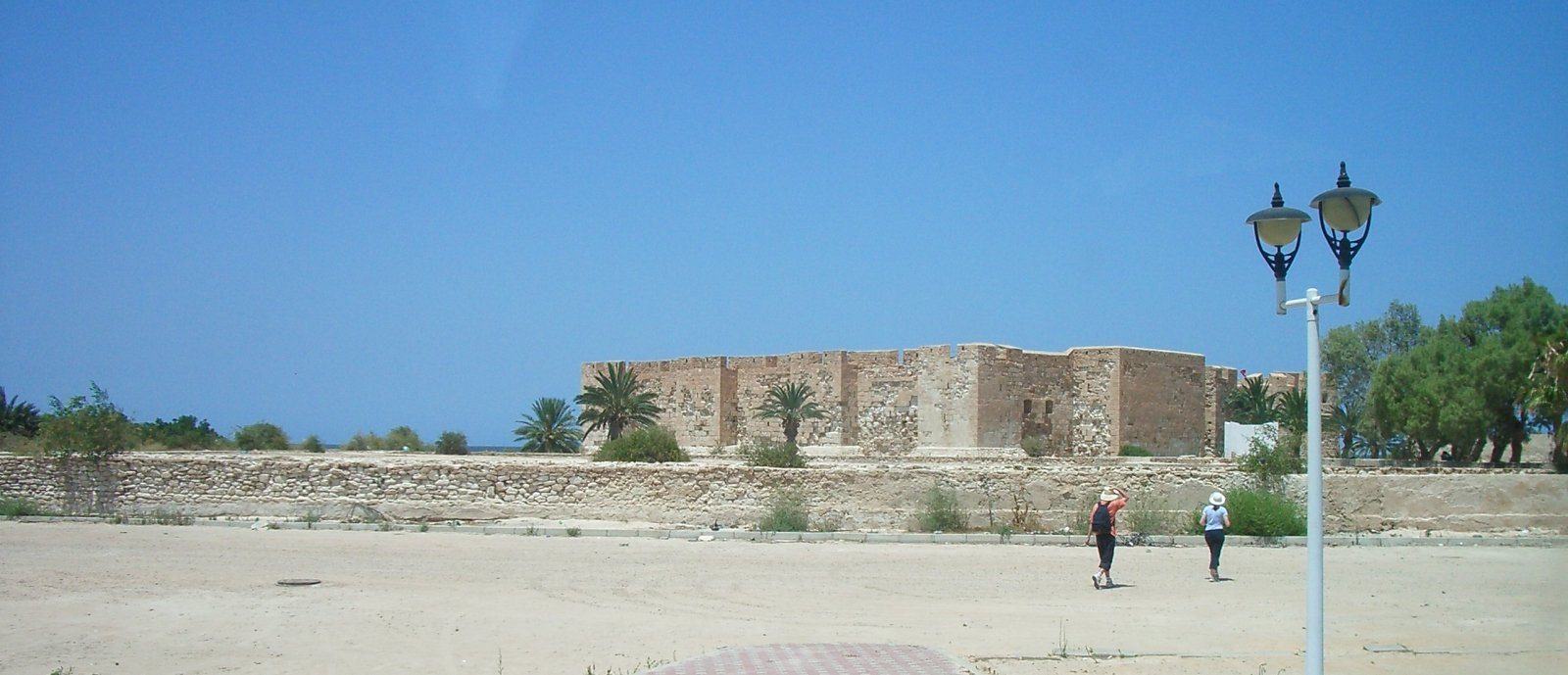
البرج الكبير
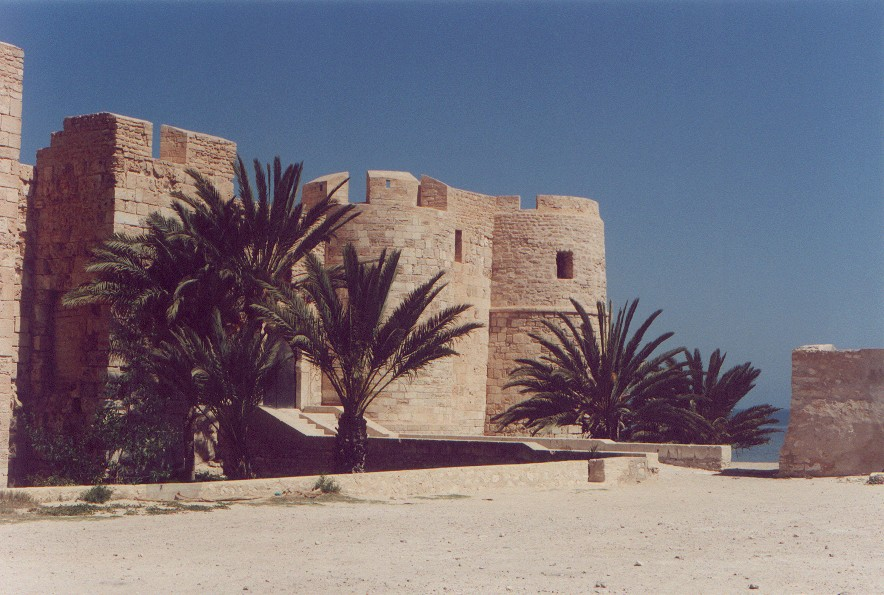
جانب من البرج الكبير

### مواضيع ذات علاقة
- جربة.
- حومة السوق.

### وصلات خارجية
- صورة الساتل (القمر الصناعي) لحصن الغازي مصطفى.